# Kalapalo
Els kalapalo són un poble indígena del Brasil. Són un dels disset pobles que habiten el Parc indígena del Xingu a la regió superior del riu Xingu de l'estat de Mato Grosso. Parlen l'amonap, una llengua carib, i són un dels quatre pobles que parlen llengües d'aquesta família de la zona juntament amb els kuikuro, matipu i nahukuá. Tenien una població de 669 habitants el 2014.

## Història
Els kalapalo van ser la primera tribu Xingu contactada pels germans Villas-Bôas el 1945. Abans de l'arribada dels Villas-Bôas, el poble va tenir un contacte esporàdic amb els europeus; per tant, el nom de kalapalo va ser donat a aquest grup per colons blancs a finals del segle xix.
El dialecte carib dels kalapalo demostra que no sempre han viscut al Xingu superior. Els kalapalo parlen un dialecte d'una llengua que pertany a la branca sud de la família de llengües carib de Guyana i els seus parents lingüístics més propers són ye'kuana o makiritare al sud de Veneçuela i hixkaryana, parlat a la zona de Nhamundá al Brasil i Guyana.
Els kalapalo i aquestes tribus també comparteixen certes llegendes orals que descriuen les seves trobades amb l'home blanc i els rituals cristians. Aquesta tradició oral suggereix que els kalapalos es van trobar amb l'explorador coronel Percy Fawcett i poden haurien estat els últims a veure la seva expedició viva.
Aquestes històries suggereixen que els caribs de la regió de Xingu van abandonar l'àrea del Carib després d'haver estat en contacte amb espanyols, possiblement per fugir-ne després de viure un contacte violent, algun temps a la segona meitat del segle xviii. Entre els indis de parla carib la tribu és coneguda com a Aifa Otomo, o "aquells que viuen en una zona madura".

## Costums
Abans de la creació del Parc indígena del Xingu el 1961, els Kalapalos vivien a la confluència del Tanguro i el Kuluene, que són impostos del riu Xingu. Des de llavors, el govern brasiler els ha convençut que s'establissin a prop de l'estació de Leonardo, on es disposava de tractament mèdic. No obstant això, sovint tornen als seus pobles antics on poden cultivar mandioca i cotó i on es poden recollir petxines amb finalitats artístiques i artesanals.
Els kalapalo tenen un estricte codi d'ètica establert per ells que els distingeix d'altres persones que habiten el Xingu superior. Tots comparteixen col·lectivament la seva cultura com la seva pesca. Totes les baralles i baralles públiques són una violació greu del seu codi i són castigades. S'abstenen de caçar animals terrestres per la pell i simplement mengen animals aquàtics com peixos.

## Organització social
L’organització social kalapalo és molt flexible. Les dues unitats socials més importants de Kalapalo i d'altres societats de Xingu superior són els grups de llogarets i de llars. L'elecció d'un kalapalo per unir-se a un grup es basa en la seva relació amb una persona del grup, no en la seva afiliació religiosa, ni en els drets o obligacions ancestrals. Per això, la pertinença a pobles i llars canvia constantment. El lideratge només s'estén al grup familiar. El líder representa el poble en qüestions que impliquen altres grups Xingu superior.

## Menjar
De maig a setembre és l'’estació seca a la regió de l'alt Xingu. Durant aquest temps el menjar és abundant. Els peixos kalapalo són la seva principal font d'aliment. Solien pescar amb xarxes, trampes de cistelles i amb esquer per atraure els peixos a la superfície de l’aigua, on disparavenkamb arc i fletxak. Des del contacte amb gent de fora, han utilitzat mitjans de pesca més moderns com armes de foc, arts de pesca i navalles. Els kalapalo també conreen fruita piqui, blat de moro, pebrots, mongetes i mandioca dolça. Quan planten o recullen mandioca, sovint es banyen tres o quatre vegades al dia. A la societat Kalapalo, tots els adults són responsables de contribuir al subministrament d’aliments amb menjar, si no ho fan o no poden, encara se’ls permet compartir els aliments.

## Creences
El kalapalo creu que si ballen durant certes cerimònies, els esperits animals protegiran els vius. El tipus de cerimònia depèn de si és durant l'estació seca o l'estació humida. Cada ball té un cert valor en què creuen (Smith). Mostren certes restriccions dietètiques basades en la pràctica espiritual; no mengen animals terrestres, només animals aquàtics. Creuen que si només mengen animals aquàtics els aportarà bellesa moral (Basso) i també si ballen durant certes cerimònies, els esperits animals protegiran els vius.

## Activitats
Alguns membres de la seva tribu participen en competicions d'arc i fletxa. Els seus llaços estan fets de palma de préssec, una fusta especial que prové de l'Amazones. També en fan les fletxes de fusta, però tensen les plomes dividides en dos per fer el pla (la part d'una fletxa que guia la seva trajectòria). Aquestes fletxes solen tenir uns 2 metres de longitud. També tenen jocs com la lluita lliure, on els hostes lluiten convidats d'altres tribus, també coneguts com "egitsu" als kalapalos. Aproximadament una vegada a l'any tenen "Jocs Indígenes", el seu equivalent tribal als Jocs Olímpics, on es reuneixen persones de diferents tribus i competeixen entre ells.

## Rols de gènere
En totes les cerimònies, són els homes o les dones els que lideren el camí, segons l'època de l'any. Si és el torn dels homes, les dones ni tan sols poden mirar-los o seran maltractades; els homes tenen conseqüències similars quan és el torn de les dones. La major part del temps, les dones mengen una dieta especial que creuen que els facilita l'embaràs. Les dones kalapalo tenen una mitjana de 5 fills, de manera que aquesta dieta és una part important de llur població. A la majoria de les altres tribus, només els homes recullen el menjar, però a la tribu kalapalo, tant l'home com la dona ho recullen. Si no tornen amb menjar, el altres compartiran amb ells sempre que no sempre es repengin en els altres.